# Lithacodia albitornata
Lithacodia albitornata är en fjärilsart som beskrevs av Emilio Berio 1973. Lithacodia albitornata ingår i släktet Lithacodia och familjen nattflyn. Inga underarter finns listade i Catalogue of Life.